# 4711
4711 er en Eau de Cologne fra det tyske firma Mäurer & Wirtz GmbH & Co. KG.

## Historie
I starten af det 18. århundrede skabte den italienske emigrant Johann Maria Farina (1685-1766) en duft og kaldte den Eau de Cologne (fransk for "Kölnervand") efter sin nye bopæl, Köln. I slutningen af det 18. århundrede fik duften en stigende popularitet. 
Den 19. august 1803 købte Wilhelm Mülhens retten til at benytte navnet "Farina" til sin egen virksomhed. Han købte det af en herre fra Italien som trods navnet "Farina" ikke var et medlem af den berømte familie Farina, der havde opfundet Eau de Cologne. Derefter solgte han retten videre til 20 andre handelsmænd uden at have legitimation til det.
I 1832 og 1835 erklærede domstolene, at købet af navneretten var ugyldigt. Derefter ledte Wilhelm Mülhens søn efter en ny person med efternavnet Farina, hvilken han kort efter fandt i Italien, og startede et firma der under navnet Farina.
I 1881 blev Wilhelms barnebarn (Ferdinand Mülhens) tvunget til at opgive firmanavnet „Farina“ for altid. Derefter valgte han sit tidligere husnummer „4711“ som firmanavnet og mærke. I 1881 blev firmaet „Eau de Cologne & Parfümerie Fabrik Glockengasse № 4711 gegenüber der Pferdepost von Ferd. Mülhens in Köln am Rhein“ indregistreret.
I 1990 blev firmaet omdøbt til Muelhens GmbH & Co. KG og i 1994 blev firmaet solgt til Wella AG, Darmstadt, Tyskland. I 1997 samlede Wella alle sine kosmetik-aktiviteter under eet navn, Cosmopolitan Cosmetics GmbH. Wella AG blev solgt i 2003 til det amerikanske firma Procter & Gamble, der bl.a. poducerer vaskemidler.
Den 1. juli 2005 samlede Cosmopolitan Cosmetics Prestige, Muelhens und Procter & Gamble Prestige Beauté duftaktiviteterne i firmaet Procter & Gamble Prestige Products GmbH.
I sommeren 2006 bekendtgjorde P&G, at de ville sælge mærket „4711“ (sammen med tre andre endnu existerende Muehlens-mærker Tosca parfume, Sir Irisch Moos et Extase Parfume) med begrundelsen, at de ønskede at koncentrere sig om "globale" mærker. Efter flere måneder med forhandlinger blev mærket såvel som bygningen Glockengasse nr. 4 solgt til parfumevirksomheden „Mäurer + Wirtz“ fra Aachen, Tyskland, der er en del ef Dalli-gruppen.
Den første flaske 4711 blev solgt den 23. maj 2007.

## Historien om husnummeret 4711
Da de franske tropper stod direkte foran Köln, besluttede byrådet den 3. oktober 1794, at alle huse i Köln skulle nummereres, og at der afhængigt af beliggenhed skulle opsættes tilstrækkelig belysning.
Den 6. oktober 1794 besatte franskmændene byen. Den 7. oktober besluttede byrådet, at lister over alle borgere skulle afleveres inden 48 timer. 
Byrådesmedlem Gottfried von Gall noterede den 20. oktober 1794 i sin dagbog, at man ville fortsætte med at nummerere byens huse som påbegyndt 8 dage tidligere.
Trykkeren Heinrich Joseg Metternich (medlem af byrådet) ansøgte om en tilladelse til, at offentliggøre en adressekalender, der bl.a. skulle indeholde husnummerne, som var blevet anbragt i mellemtiden. Han bad om tilladelse til at indhente alle relevante oplysninger.
I byens 2. adressebog fra 1797 blev enken efter Wilhelm von Lemmen seel nævnt som beboer i huset i Glockengasse nr. 4711.
Først i den 3. adressebog i 1797 blev Wilhelm Mülhens nævnt som beboer. Hans stillingsbetegnelse var „i spekulationforretning“, og han blev endnu ikke nævnt i listen af producenterne af Eau de Cologne.
I 1811 blev den fortløbende nummerering afskaffet igen, i stedet skiftede byen til den i dag almindelige nummerering i de enkelte gader. Huset i Glockengasse 4711 fik nu husnummeret Glockengasse 12.
I forordet af den fransksprogede adressebog fra 1813 påstod udgiveren Thiriart, at der ikke har eksisteret husnummre i Köln før franskmændene ankom („inconnu à Cologne avant l’arrivée des armées francaises au bord du Rhin“), og at de først blev indført i 1795. Der er begyndelsen på legenderne. 
I 1854 flyttede Peter Joseph Mülhens fra Glockengasse 12 til det nye forretningshus med en nygotiske facade i Glockengasse 26-28. Huset med nummeret 12, der i 1794 fik husnummeret 4711, stod derefter tomt og blev senere nedrevet.
I 1943 blev huset i Glockengasse nr. 26–28 fuldstændigt ødelagt af et bombeangreb.
I 1963 blev huset nybygget på hjørnet Schwertnergasse 1 / Glockengasse 4, i samme stil som huset havde før krigen. Den nygotiske facade gik nu rundt om gadehjørnet.
Billedet med en fransk officer som sidder på en hest og skriver husnummeret 4711 på husets facade, er kun et reklameprodukt. Mønsteret stammer fra en gobelin, der blev bestillt og fremstillet i 1920'erne. Billedet udbredte sig i 1950'erne og 1960'erne.